# Lepisorus thunbergianus
Lepisorus thunbergianus là một loài thực vật có mạch trong họ Polypodiaceae. Loài này được (Kaulf.) Ching miêu tả khoa học đầu tiên năm 1933.

## Hình ảnh

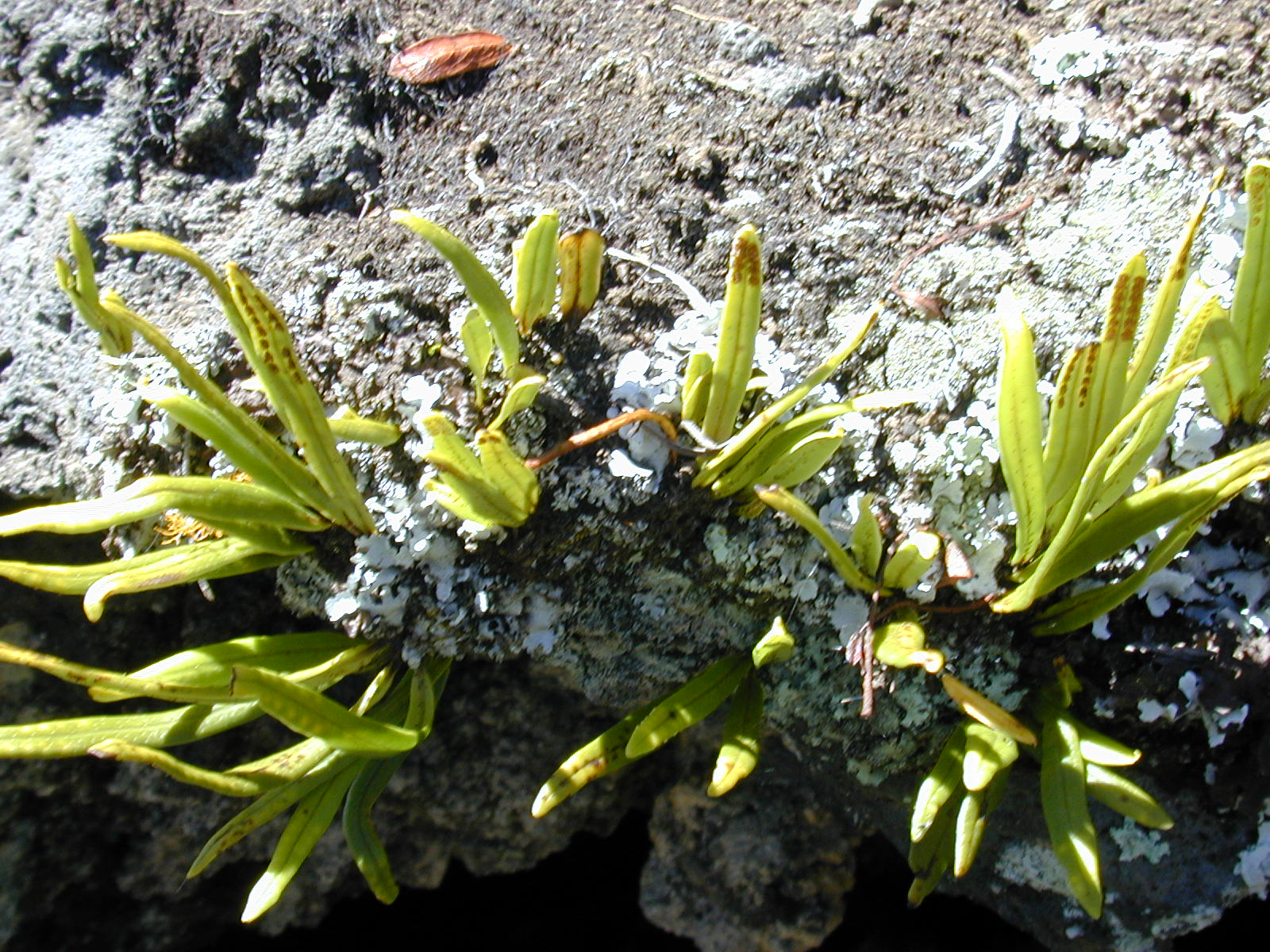
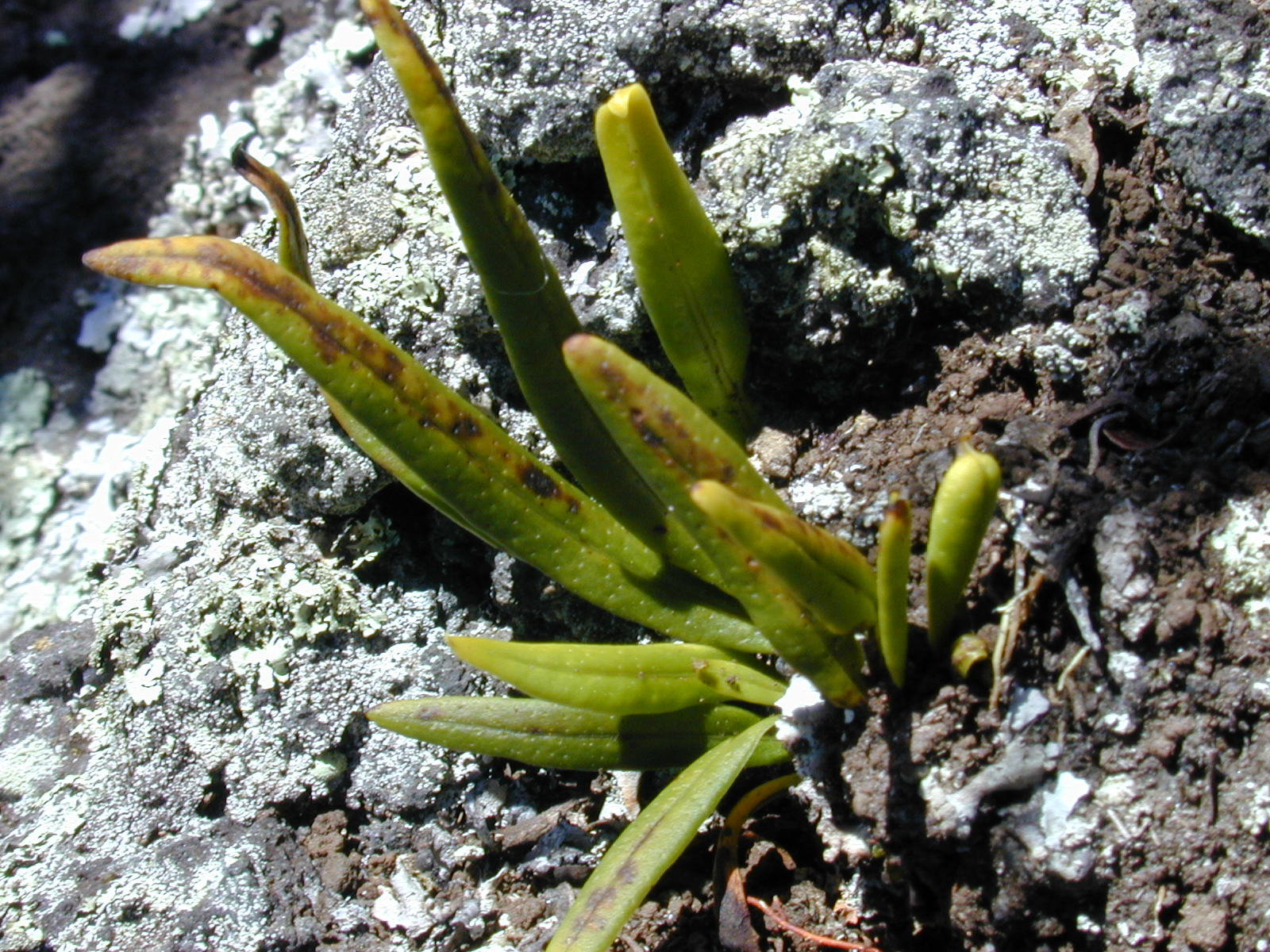
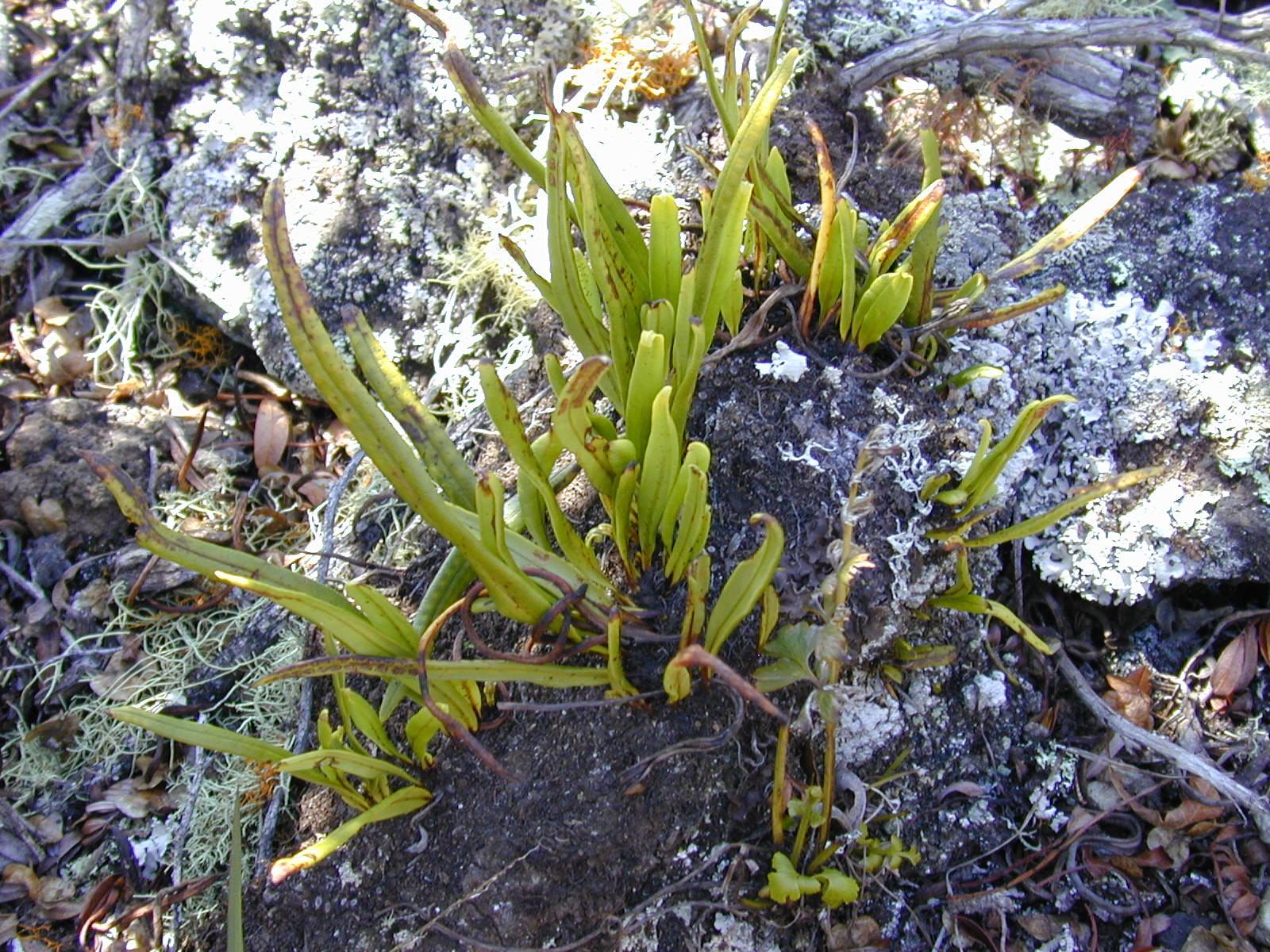
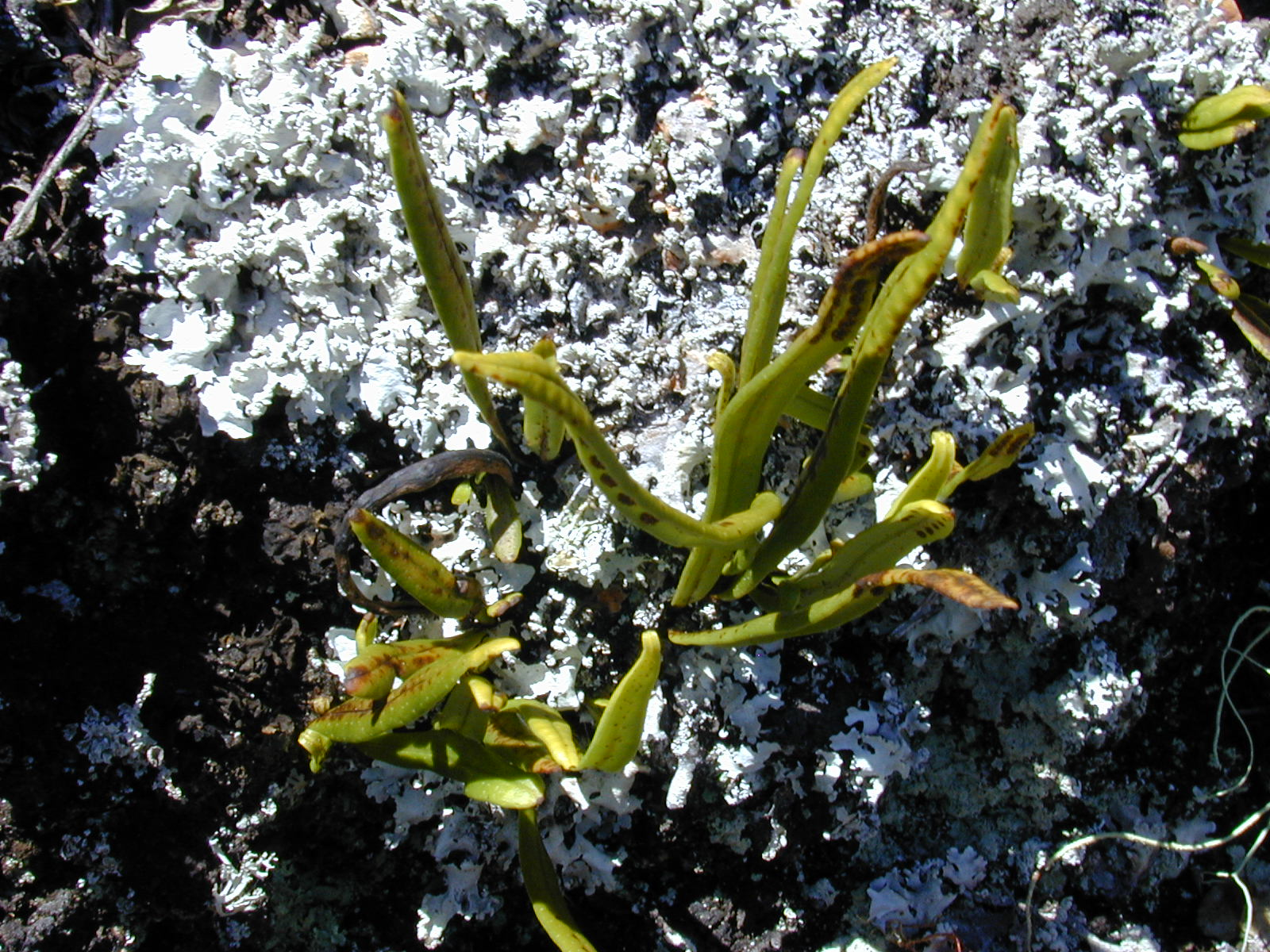